# What It Is to Burn
Albums de Finch
premier album Say Hello to Sunshine
(2005)
Singles
1. What It Is to Burn
Sortie : 2003
2. New Beginnings
Sortie : 2003
3. Letters to You
Sortie : 5 avril 2003

What It Is to Burn est le premier album du groupe de post-hardcore américain Finch, publié le 12 mars 2002 chez Drive-Thru Records.
Daryl Palumbo du groupe Glassjaw a prêté sa voix sur les titres Grey Matter et Project Mayhem, et a servi de coach vocal pour le chanteur Nate Barcalow.

## Liste des chansons
Toutes les chansons sont écrites et composées par Finch.
| No  | Titre                                           | Durée |
| --- | ----------------------------------------------- | ----- |
| 1.  | New Beginnings                                  | 4:02  |
| 2.  | Letters to You                                  | 3:20  |
| 3.  | Post Script                                     | 2:50  |
| 4.  | Grey Matter (avec Daryl Palumbo de Glassjaw)    | 2:40  |
| 5.  | Perfection Through Silence                      | 3:12  |
| 6.  | Awake                                           | 4:49  |
| 7.  | Without You Here                                | 4:10  |
| 8.  | Stay With Me                                    | 4:05  |
| 9.  | Project Mayhem (avec Daryl Palumbo de Glassjaw) | 5:19  |
| 10. | Unpisted                                        | 4:13  |
| 11. | Three Simple Words                              | 4:39  |
| 12. | Ender                                           | 13:28 |
| 13. | What It Is to Burn                              | 4:29  |